# Oubrinou
Oubrinou est une commune rurale située dans le département de Matiacoali de la province du Gourma dans la région de l'Est au Burkina Faso.

## Santé et éducation
Le centre de soins le plus proche de Oubrinou est le centre de santé et de promotion sociale (CSPS) de Matiacoali.